# Eremophylus
Eremophylus is een geslacht van wantsen uit de familie van de Miridae (Blindwantsen). Het geslacht werd voor het eerst wetenschappelijk beschreven door Yasunaga in 2001.

## Soorten
Het genus bevat de volgende soorten:

- Eremophylus hirtus Yasunaga, 2001
- Eremophylus nakagawai Yasunaga, 2022